# Ибирама
Ибирама (порт. Ibirama) — муниципалитет в Бразилии, входит в штат Санта-Катарина. 
Составная часть мезорегиона Вали-ду-Итажаи. Входит в экономико-статистический микрорегион Риу-ду-Сул. Население составляет 17 417 человек на 2006 год. Занимает площадь 246,705 км². Плотность населения — 70,6 чел./км².

## История
Город основан 8 ноября 1897 года.

## Статистика
- Валовой внутренний продукт на 2003 составляет 111 368 471,00 реалов (данные: Бразильский институт географии и статистики).
- Валовой внутренний продукт на душу населения на 2003 составляет 6678,37 реалов (данные: Бразильский институт географии и статистики).
- Индекс развития человеческого потенциала на 2000 составляет 0,826 (данные: Программа развития ООН).

## География
Климат местности: умеренный.